# Paradiski

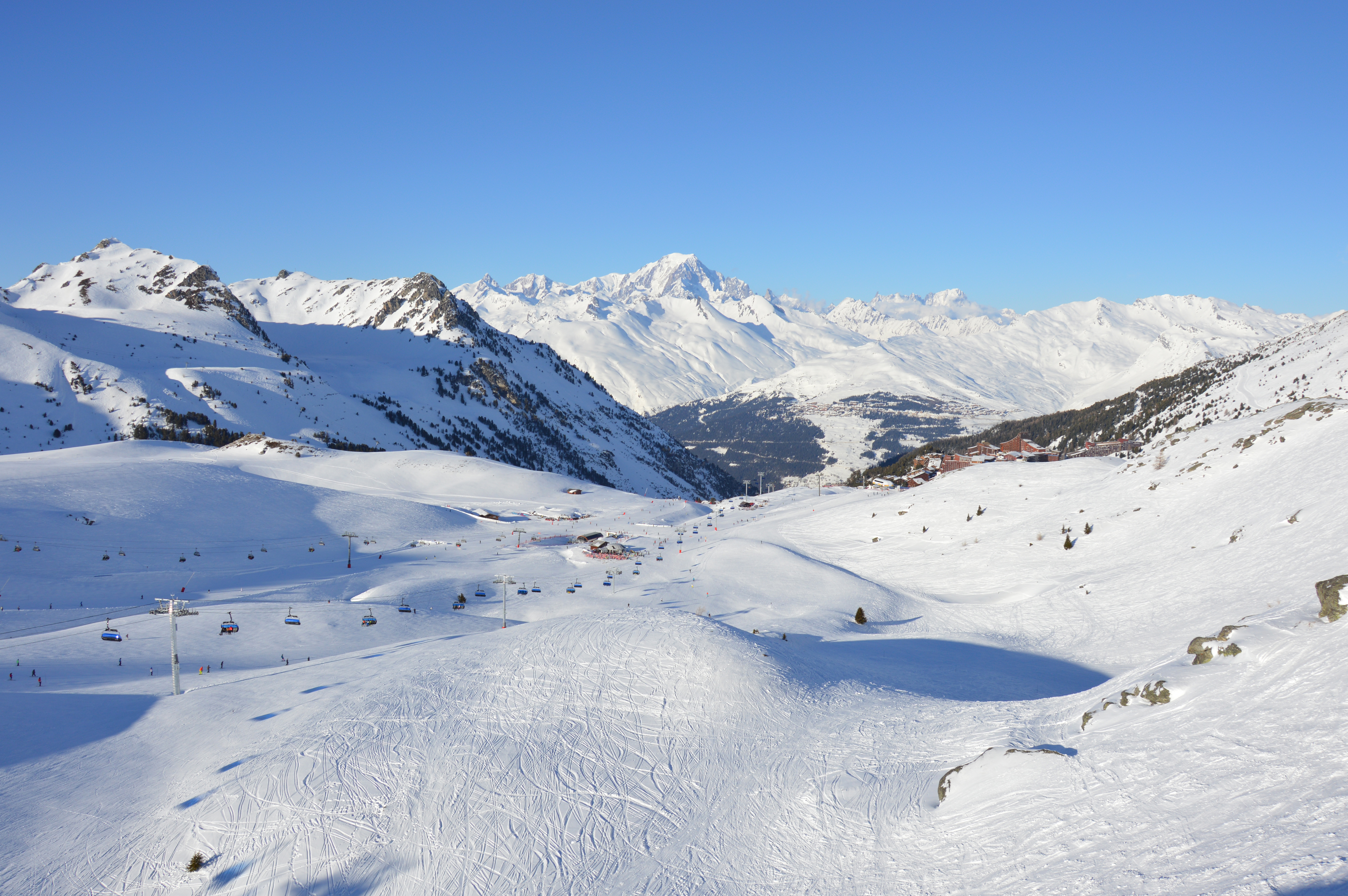
Tal von Arc 1950 und Arc 2000 in Les Arcs

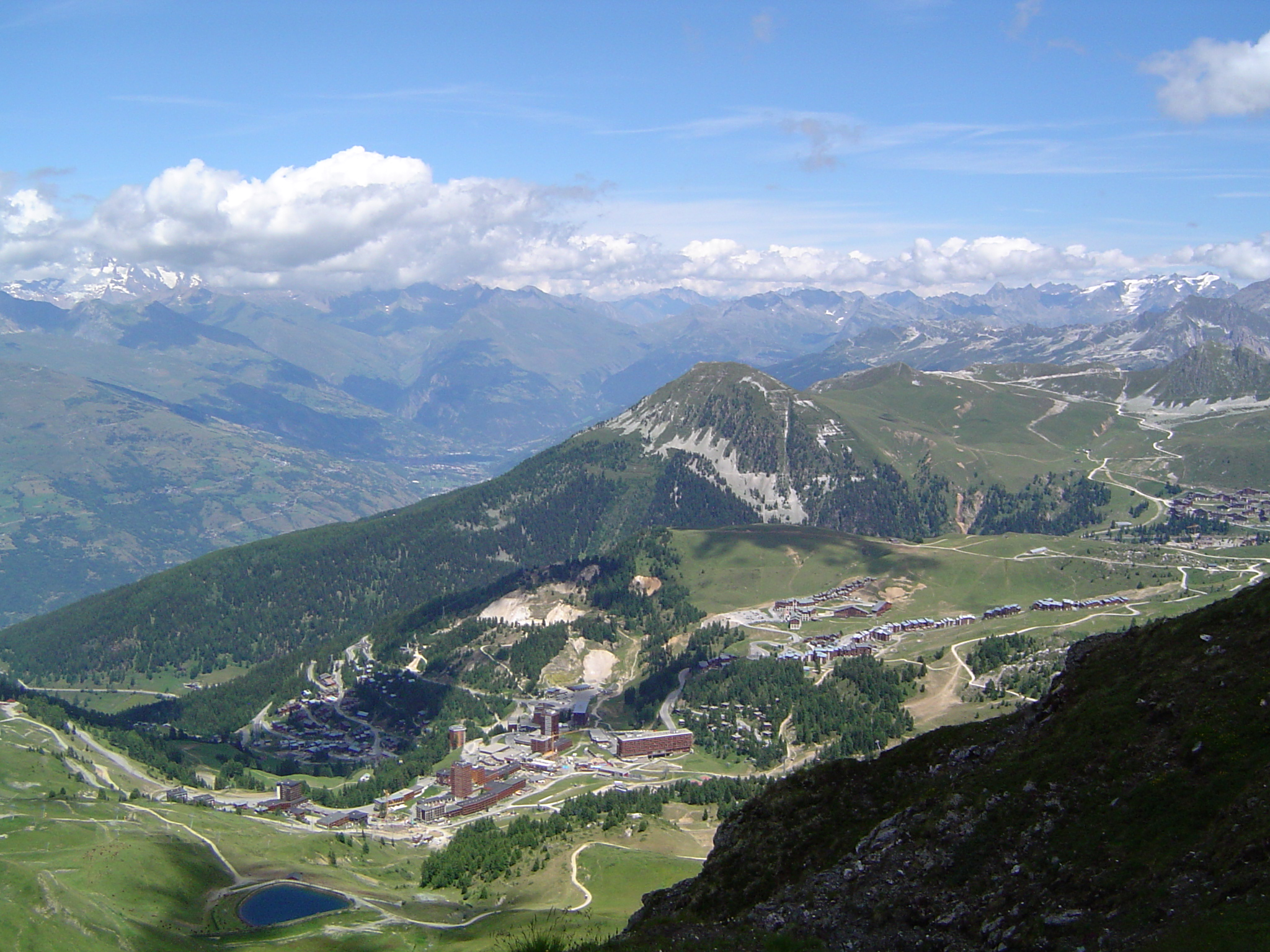
La Plagne während des Sommers

Paradiski ist ein Skipassverbund, der die Wintersportgebiete La Plagne, Les Arcs und Peisey-Vallandry umfasst. Paradiski liegt im französischen Département Savoie im Vanoise-Massiv. Die beiden Skigebiete werden durch den im Jahr 2003 errichteten Vanoise Express miteinander verbunden. Das entstandene Skigebiet erstreckt sich vom Aiguille Rouge (Les Arcs) bis zum Dome de Bellecôte (La Plagne).

## Skigebiet
Das Skigebiet liegt zwischen 1.200 Metern und 3.250 Metern Höhe. Es umfasst zwei Gletscher und über 20 Skistationen. Es stehen 171 Skilifte zur Verfügung, die 212.000 Personen in der Stunde befördern.
Die Gesamtlänge der Abfahrten beträgt über 425 Kilometer. Ausgewiesen sind 152 blaue (leichte) Pisten, 79 rote (anspruchsvolle) Pisten und 22 schwarze (schwere) Pisten. 323 Schneekanonen sorgen für Schneesicherheit. Für Snowboarder und Freeskier gibt es acht Snowparks und auch eine Halfpipe.
Neben alpinem Skifahren ist auch Langlauf möglich, dafür stehen 153 Kilometer gespurter Loipe zur Verfügung.
Paradiski bietet Gästebetten für mehr als 97.000 Besucher.